# Полозово (Нижегородская область)
 Полозово  — деревня в Шарангском районе Нижегородской области в составе  Черномужского сельсовета .

## География
Расположена на расстоянии примерно 5 км на юго-восток по прямой от районного центра посёлка Шаранга.

## История
Известна с 1873 года как починок Полозовской, где было дворов 11 и жителей 76, в 1905 (Полозов) 34 и 231, в 1926 (деревня Полозово) 52 и 284, в 1950 51 и199.

## Население
Постоянное население составляло 57 человек (русские 77%) в 2002 году, 38 в 2010.